# De teologiske dyder
De teologiske dyder er dyder i teologi og kristen filosofi associeret med frelse grundet guds barmhjertighed. Dyder er egenskaber, som tilskynder en til at opføre sig på en moralsk god måde. Traditionelt er de blevet kaldt tro, håb og kærlighed, og kan spore deres betydning i kristen teologi til Apostlen Paulus i 1. Korintherbrev 13, som også påpegede, at "den største af disse er kærligheden."